# Ахим (Волфенбител)
Ахим (њем. Achim) град је у њемачкој савезној држави Доња Саксонија. Једно је од 37 општинских средишта округа Волфенбител. Према процјени из 2010. у граду је живјело 729 становника. Посједује регионалну шифру (AGS) 3158001.

## Географија
Ахим се налази у савезној држави Доња Саксонија у округу Волфенбител. Град се налази на надморској висини од 91 метра. Површина општине износи 15,8 km².

## Становништво
У самом граду је, према процјени из 2010. године, живјело 729 становника. Просјечна густина становништва износи 46 становника/km².